# Dienis Simplikiewicz
Dienis Simplikiewicz (ros. Денис Владимирович Симпликевич; ur. 11 marca 1991 r. w Nowokuźniecku) – rosyjski rugbysta występujący na pozycjach  i obrońcy, reprezentant kraju zarówno w wersji siedmio- jak i piętnastoosobowej. Dwukrotny uczestnik pucharu świata.
Z kadrą U-19 wystąpił w mistrzostwach Europy w 2010 roku w półfinałowym meczu tych zawodów zdobywając dwa przyłożenia. Natomiast w latach 2010 i 2011 występował w Junior World Rugby Trophy, zajmując z reprezentacją Rosji odpowiednio trzecie i szóste miejsce.
W swoim debiucie w seniorskiej reprezentacji podczas Pucharu Świata 25 września 2011 roku zdobył przyłożenie w meczu przeciwko Irlandii, a następne już w kolejnym spotkaniu przeciwko Australii. Podobnie rozpoczął rok 2012 – skuteczność w przyłożeniach kontynuował w wygranych meczach Pucharu Europy Narodów z Portugalią oraz Ukrainą.
Znajdował się też w rosyjskiej kadrze rugby siedmioosobowego, z którą grał m.in. w mistrzostwach Europy w latach 2011, 2013 i 2014, a także w Pucharze Świata 2013.
Z uniwersytecką kadrą kraju zdobył złoto w turnieju rugby 7 na Letniej Uniwersjadzie 2013.
Żonaty, córka Anita.